# Sangha (departament)
Sangha – jeden z departamentów Konga, położony w południowej części państwa. Stolicą departamentu jest miasto Ouésso.
Departament ten zamieszkiwało w 2007 roku 85 738 osób. Jego powierzchnia wynosi 55 800 km².
Departament ten podzielony jest na 6 dystryktów:
- Mokéko
- Ngbala
- Ouésso
- Pikounda
- Sembé
- Souanke